# Barajul Yeruham
Barajul Tel-Yeruham, cunoscut și sub numele de Barajul Yeruham este un baraj de zidărie situat pe pârâul Revivim, un curs de apă, afluent al râului HaBesor, în Yeruham,  Districtul de Sud, Israel. Barajul are multe scopuri care includ controlul inundațiilor, irigații, apă municipală de aprovizionare, turism și recreere. S-a îndiguit Lacul Yeruham între 1953 și 1954. În 1974 zona din jurul lacului a fost îmbunătățită cu plante și facilități pentru îmbunătățirea timpului liber.

## Construcție
Construcția barajului a început în 1951 și a fost finalizată 2 ani mai târziu, în 1953. După construire, barajul a avut probleme de scurgere prin pereți. S-au efectuat reparatii si s-au redus pierderile de apa de la 30cm/zi la 12mm/zi.

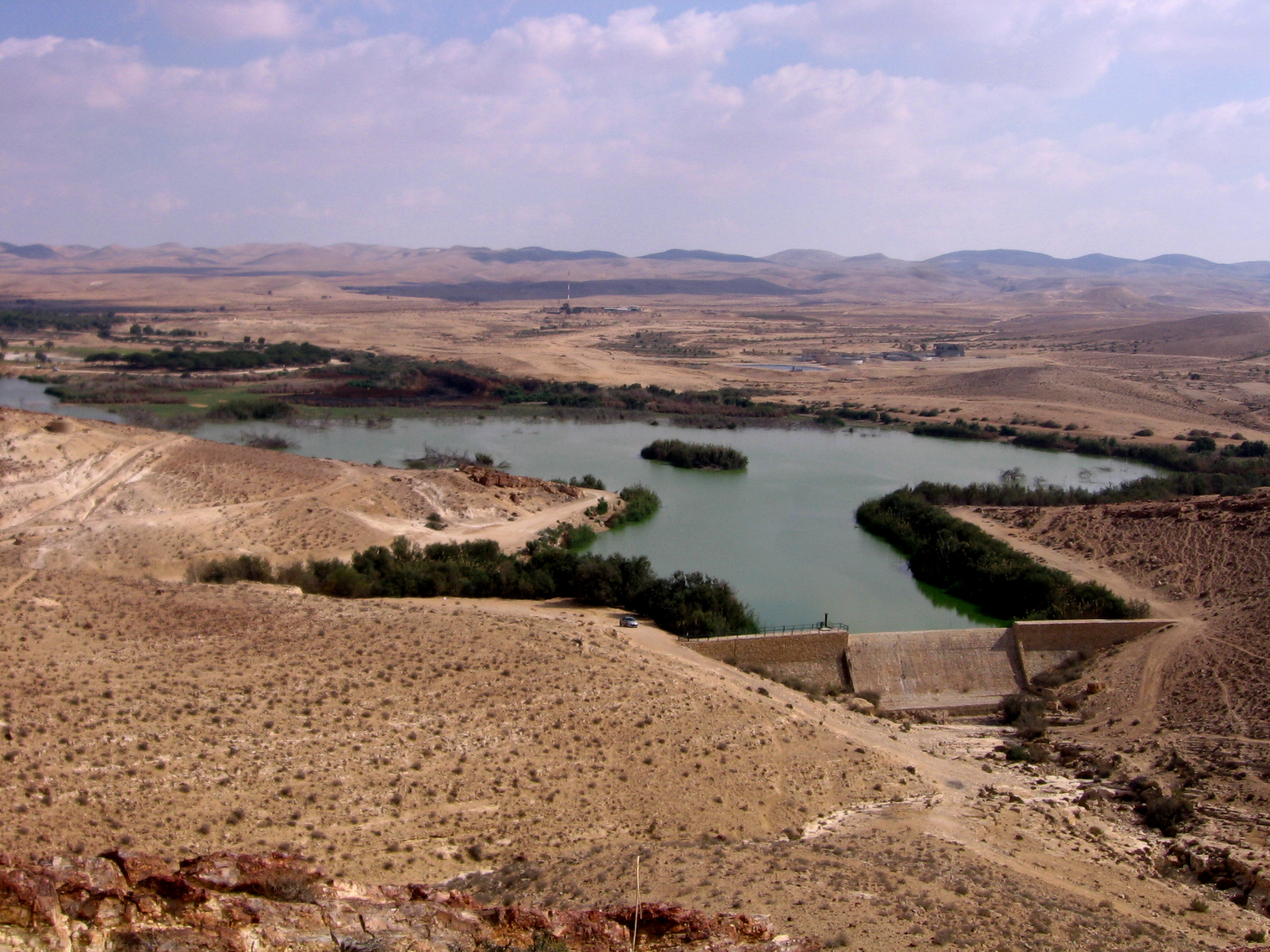
Lacul de acumulare Yeruham